# Baie de Køge
La baie de Køge, ou baie de Kjöge (danois : Køge Bugt) est une baie de l'aire maritime Cattégat, Øresund et Belts. Elle est située sur la façade est de l'île de Seeland au Danemark. Localisée au sud de Copenhague, elle s'étend de Stevns au sud à Avedøre Holme (quartier de Copenhague) au nord et passe par Køge dont elle tire son nom. Elle est incluse dans les eaux de l'Øresund.